# Can't Get Enough (album de Barry White)
Pour les articles homonymes, voir Can't Get Enough.
Albums de Barry White
No Limit On Love
(1974) Together Brothers
(1974)
Can't Get Enough est un album de Barry White sorti en 1974.

## Liste des chansons
| 1. | Mellow Mood (Part I)                      |  |
| 2. | You're The First, The Last, My Everything |  |
| 3. | I Can't Believe You Love Me               |  |

| 1. | Can't Get Enough Of Your Love Babe                |  |
| 2. | Oh Love, We Finally Made It                       |  |
| 3. | I Love You More Than Anything (In The World Girl) |  |
| 4. | Mellow Mood (Part II)                             |  |

## Classements
| Classement (1974-75)           | Meilleure position |
| ------------------------------ | ------------------ |
| Allemagne (Media Control AG)   | 5                  |
| Autriche (Ö3 Austria Top 40)   | 4                  |
| Canada (Canadian Albums Chart) | 2                  |
| États-Unis (Billboard 200)     | 1                  |
| États-Unis (R&B Albums)        | 1                  |
| France (SNEP)                  | 2                  |
| Norvège (VG-lista)             | 9                  |
| Royaume-Uni (UK Albums Chart)  | 4                  |

## Certifications
| Pays              | Certification | Unités certifiées |
| ----------------- | ------------- | ----------------- |
| États-Unis (RIAA) | Or            | 500 000           |
| Royaume-Uni (BPI) | Or            | 100 000           |